# Сетаді Ерімуя
Сетаді Ерімуя (англ. Saturday Erimuya, нар. 10 січня 1998, Бенін-Сіті) — нігерійський футболіст, захисник клубу «Кадіс Б».
Виступав, зокрема, за клуб «Кайсері Ерджієсспор», а також олімпійську збірну Нігерії.

## Клубна кар'єра
У період з січня по червень 2016 року на правах оренди виступав у турецькому клубі «Кайсері Ерджієсспор» (зіграв лише у 3-ох матчах), його контракт на той час належав нігерійському клубу «BJ Foundation». За підсумками сезону 2015/16 років «Кайсері» залишив Першу лігу турецького чемпіонату.
До складу клубу «Кадіс Б» приєднався 2016 року. Відтоді встиг відіграти за дублерів кадіського клубу 0 матчів в національному чемпіонаті.

## Виступи за збірну
2016 року захищав кольори олімпійської збірної Нігерії. У складі цієї команди провів 1 матч. Це був поєдинок за бронзові нагороди турніру, на якому нігерійці протистояли Гондурасу, збірна Нігерії святкувала перемогу з рахунком 3:2. Сетаді в тому поєдинку вийшов на поле на 92-ій хвилині замість Мохаммеда Усмана. У складі збірної — учасник  футбольного турніру на Олімпійських іграх 2016 року у Ріо-де-Жанейро, на якому команда здобула бронзові олімпійські нагороди.

## Досягнення
- Олімпійські ігри
  -  Бронзовий призер (1): 2016

## Статистика виступів

### Клубна статистика
Статистика станом на 13 березня 2016 року.
| Сезон                           | Клуб                            | Чемпіонат                       | Чемпіонат | Чемпіонат | Національний кубок | Національний кубок | Національний кубок | Континентальний кубок | Континентальний кубок | Континентальний кубок | Інші кубки | Інші кубки | Інші кубки | Загалом | Загалом | Загалом |
| Сезон                           | Клуб                            | Змаг                            | Матчі     | Голи      | Змаг               | Матчі              | Голи               | Змаг                  | Матчі                 | Голи                  | Змаг       | Матчі      | Голи       | Матчі   | Голи    |         |
| ------------------------------- | ------------------------------- | ------------------------------- | --------- | --------- | ------------------ | ------------------ | ------------------ | --------------------- | --------------------- | --------------------- | ---------- | ---------- | ---------- | ------- | ------- | ------- |
| 2015-2016                       | Кайсері Ерджієсспор             | 1 ліга                          | 3         | 0         | КТ                 | 0                  | 0                  | -                     | -                     | -                     | -          | -          | -          | 3       | 0       |         |
| 2016-2017                       | Кайсері Ерджієсспор             | 2 ліга                          | 0         | 0         | КТ                 | 0                  | 0                  | -                     | -                     | -                     | -          | -          | -          | 0       | 0       |         |
| Загалом у «Кайсері Ерджієсспор» | Загалом у «Кайсері Ерджієсспор» | Загалом у «Кайсері Ерджієсспор» | 3         | 0         | -                  | -                  | -                  | -                     | -                     | -                     | -          | -          | -          | 3       | 0       |         |
| Усього за кар'єру               | Усього за кар'єру               | Усього за кар'єру               | 3         | 0         | -                  | -                  | -                  | -                     | -                     | -                     | -          | -          | -          | 3       | 0       |         |

### Статистика виступів за збірну
| Дата      | Місто         | Господарі | Результат | Гості   | Турнір                       | Голи | Примітки |
| --------- | ------------- | --------- | --------- | ------- | ---------------------------- | ---- | -------- |
| 20-8-2016 | Белу-Оризонті | Гондурас  | 2 – 3     | Нігерія | ОІ 2016 - матч за 3-тє місце | -    | 92'      |
| Усього    |               | Матчів    | 1         |         | Голів                        | 0    |          |